# 가와나미 고로
가와나미 고로(일본어: 川浪 吾郎, 1991년 4월 30일 ~ )는 일본의 축구 선수이다.

## 구단 경력
그는 2010년부터 J리그의 가시와 레이솔, FC 기후, 도쿠시마 보르티스, 알비렉스 니가타, 베갈타 센다이, 산프레체 히로시마에서 뛰었다.